# Estrid Obodritská
Estrid (nebo Astrid) Obodritská (asi 979 – asi 1035) byla dcera vůdce kmene Obodritů a manželka švédského krále Olofa Skötkonunga.

## Život

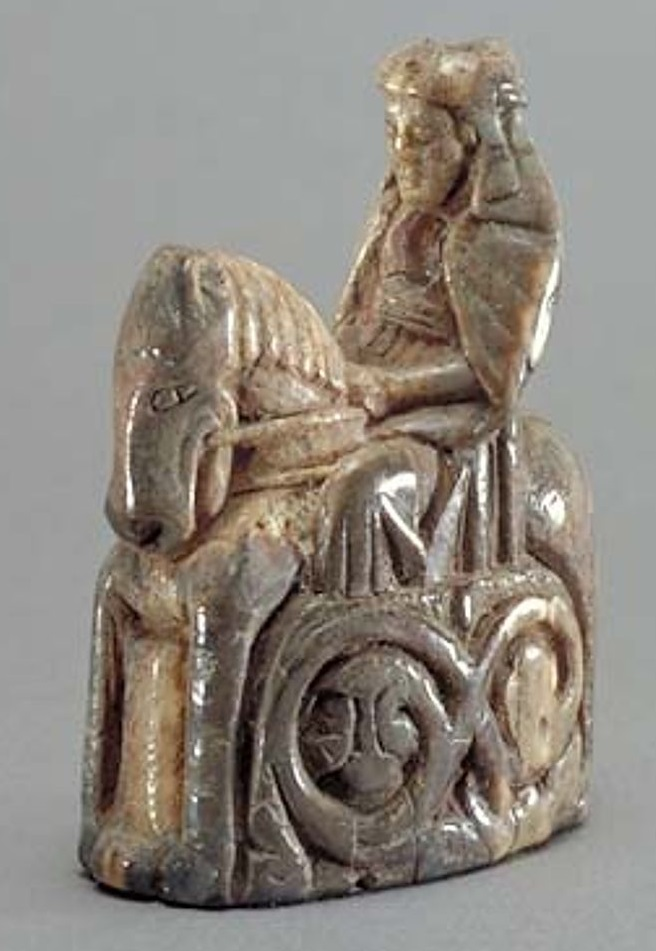
Dobové švédské vyobrazení královny jako šachové figurky.

Podle legendy byla Estrid přivezena do Švédska jako válečná kořist ze slovanského území v Meklenbursku. Její otec zřejmě nabídl manželství s Estrid jako zpečetění míru a Estrid si s sebou nejspíš odvezla velké věno, protože v její době je ve Švédsku prokazatelný silný slovanský vliv, zejména mezi řemeslníky.
Její manžel měl milenku jménem Edla, která pocházela ze stejné oblasti jako Estrid a kterou Olof patrně přivezl do Švédska zhruba ve stejné době. Král mezi potomky s Edlou (Emund Gammal, Astrid Olofsdotter a zřejmě ještě dcera Holmfrid) a potomky s královnou Estrid (Jakob Anund a Ingegerd Olofsdotter) nedělal velké rozdíly.
Estrid byla pokřtěna společně s manželem, dětmi a mnoha členy švédského královského dvora v roce 1008,
Snorri Sturluson o ní napsal, že k dětem manželovy milenky Edly nechovala vlídně; "Královna Estrid byla arogantní a nevlídná ke svým nevlastním dětem, proto král poslal syna Emunda do země Vendů, kde byl vychován příbuznými své matky".
O Estrid jako osobě se toho příliš neví. Snorri Sturluson zmiňuje, že milovala okázalost a přepych a že na své sluhy byla přísná.